# Currys Schmetterlingsfledermaus
Currys Schmetterlingsfledermaus (Glauconycteris curryae) ist ein in Zentralafrika verbreitetes Fledertier in der Familie der Glattnasen. Der Artzusatz im wissenschaftlichen Namen ehrt die Buchsammlerin und Mäzenatin Noreen Curry. Sie gehörte zu den Organisatoren von zwei Expeditionen nach Afrika, bei denen Fledermäuse erforscht wurden.

## Merkmale
Die Art ist ein kleiner Vertreter der Schmetterlingsfledermäuse und hat dunkelbraune Flughäute. Der Schwanz ist fast vollständig von der Schwanzflughaut umschlossen und ein Nasenblatt fehlt. Auf der Oberseite ist braunes bis dunkelbraunes Fell vorhanden, ohne helle Flecke an den Schultern sowie ohne Seitenstreifen. Das hellere Fell der Unterseite hat verschiedene Brauntöne. Es sind 11 bis 12 mm lange abgerundete Ohren vorhanden. Die Art hat im Oberkiefer vier sowie im Unterkiefer fünf Backenzähne pro Seite. Von den zwei Schneidezähnen pro oberer Kieferhälfte hat der innere zwei Spitzen.

## Verbreitung
Currys Schmetterlingsfledermaus lebt im Süden von Kamerun, im Norden von Äquatorialguinea, Gabun und der Republik Kongo sowie im Nordwesten der Demokratischen Republik Kongo. Sie hält sich in feuchten tropischen Wäldern und bewaldeten Sumpfgebieten auf.

## Gefährdung
Die IUCN listet die Art mit ungenügender Datenlage (data deficient) aufgrund fehlender Angaben zur Populationsgröße und zu möglichen Bedrohungen.